# 金殿安
金殿安（きんでんあん、生没年不詳）は清代の武官。本籍は山東省。
探花出身の金殿安は1805年（嘉慶10年）にハイルンガ（海隆阿）の後任として台湾北路協副将に任じられ、当時の台南以北の最高武官として着任した。
而隸屬台灣鎮之下的此官職是台灣清治時期中的這階段，台南以北之台灣中南部及北部的駐地最高武官將領。